# Hansjörg Schellenberger
Hansjörg Schellenberger (1948, Alemania) es un oboísta de reconocido prestigio. Obtuvo la los diecisiete años de edad el primer premio del Concurso de Jóvenes Músicos de Alemania, lo que le supuso una beca para ampliar su formación en Interlochen, en el estado norteamericano de Míchigan.
A ello seguirían estudios en Múnich, con Manfred Clement, así como clases magistrales con Heinz Holliger. Durante todo este tiempo, Schellenberger participó en numerosos conciertos, muchos de ellos dedicados a la música contemporánea.
En los años setenta, y tras alzarse con primeros premios en concursos internacionales, entre ellos el de la ARD de Múnich, fue oboe solista de la Orquesta de la Radio de Colonia, y en 1980 llegó a ser oboe solista de la Orquesta Filarmónica de Berlín, hasta el año 2001, en el que se retiró de esa agrupación.
Su actividad docente ha estado centrada en la HDK de Berlín, donde enseñó entre 1981 y 1991, en la Herbert von Karajan Akademie, entre 1980 y 2001, así como también en la Academia Chigiana de Siena, donde es profesor invitado.
Schellenberger ha tocado como solista con directores como Leinsdorf, Giulini, Mutti, Mehta, Abbado y muchos otros nombres importantes de la actualidad, y dedica gran parte de su actividad artística a la música de cámara en grupos como el “Conjunto de Vientos de la Filarmónica de Berlín” y el “Ensemble Viena-Berlín”. En 1991 fundó el ciclo “Berlinés Haydn-Konzerts”, que él mismo dirige. Su actividad discográfica está recogida en los sellos Deutsche Grammophon, Sony Classical, Denon, Orfeo y Erato y es director de orquesta.
Desde el curso 2000-2001 es Profesor Titular de la Cátedra de Oboe en la Escuela Superior de Música Reina Sofía en Madrid.
Actualmente desempeña su cargo como Profesor/Jefe de Departamento, Quintetos de Viento del Instituto Internacional de Música de Cámara de Madrid.